# 圣埃尔布隆 (大西洋卢瓦尔省)
圣埃尔布隆（法語：Saint-Herblon，法語發音：[sɛ̃.t‿ɛʁblɔ̃]）是法国大西洋卢瓦尔省的一个旧市镇，位于该省东部，属于沙托布里扬-昂斯尼区。2016年1月1日，圣埃尔布隆和相邻的阿内合并为新市镇卢瓦尔河畔韦尔（Vair-sur-Loire），并为政府驻地。

## 地理
圣埃尔布隆（47°24'30"N, 1°5'45"W）面积36.9 平方千米，位于法国卢瓦尔河地区大区大西洋卢瓦尔省，该省份为法国西北部沿海省份，位于布列塔尼半岛东南部，北起伊勒-维莱讷省，西北接莫尔比昂省，西临大西洋，南至旺代省，东临曼恩-卢瓦尔省。
与圣埃尔布隆接壤的市镇（或旧市镇、城区）包括：阿内。
圣埃尔布隆的时区为UTC+01:00、UTC+02:00（夏令时）。

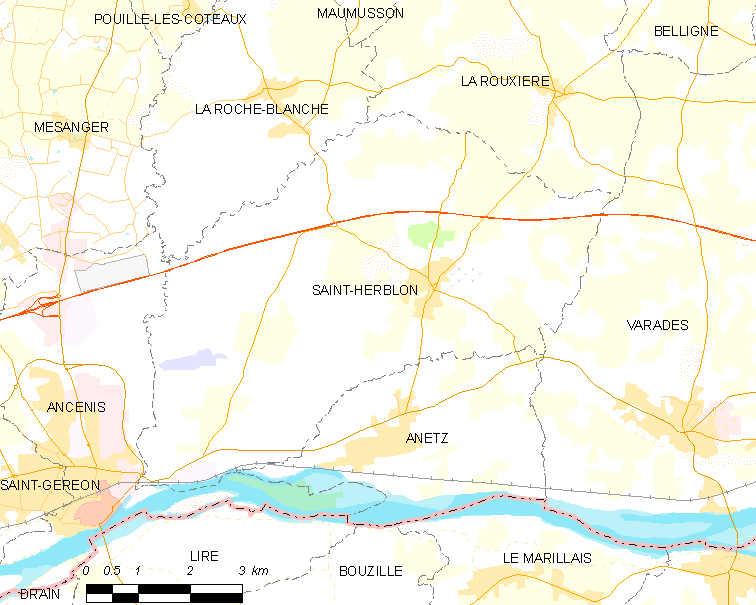
圣埃尔布隆的OSM定位图

## 行政
圣埃尔布隆的邮政编码为44150，INSEE市镇编码为44163。

## 政治
圣埃尔布隆所属的省级选区为昂斯尼-圣热雷翁县。

## 交通
大西洋卢瓦尔省省道D8线、D18线和D112线在镇中心交汇，另有D19线和D723线过境。
法国国家A11号高速公路经过境内北部但未设出入口。

## 人口

1962-2008年间圣埃尔布隆人口变化图示

圣埃尔布隆于2018年1月1日时的人口数量为2631人。